# Лефлор (окръг, Мисисипи)
Окръг Лефлор (на английски: Leflore County) е окръг в щата Мисисипи, Съединени американски щати. Площта му е 1570 km², а населението - 37 947 души (2000). Административен център е град Грийнуд.